# Couddes
Couddes ist eine französische Gemeinde mit 534 Einwohnern (Stand: 1. Januar 2022) im Département Loir-et-Cher in der Region Centre-Val de Loire. Sie gehört zum Arrondissement Romorantin-Lanthenay und zum Kanton Montrichard Val de Cher (bis 2015: Kanton Saint-Aignan). 

## Geographie
Couddes liegt etwa 25 Kilometer südsüdöstlich von Blois. Umgeben wird Couddes von den Nachbargemeinden Oisly im Norden und Nordwesten, Sassay im Norden und Nordosten, Chémery im Osten, Méhers im Südosten, Saint-Romain-sur-Cher im Süden sowie Choussy im Westen. 

## Bevölkerungsentwicklung
| Jahr                       | 1962 | 1968 | 1975 | 1982 | 1990 | 1999 | 2006 | 2017 |
| Einwohner                  | 577  | 528  | 518  | 520  | 485  | 486  | 512  | 546  |
| Quellen: Cassini und INSEE |      |      |      |      |      |      |      |      |

## Sehenswürdigkeiten
- Kirche Saint-Christophe mit ihren Fresken
- Park Le Pouzet